# Kézdialmás
Kézdialmás (románul Mereni) falu Romániában, Kovászna megyében. Közigazgatásilag 2004 óta önálló, a szomszédos Csomortán is hozzá tartozik.

## Fekvése

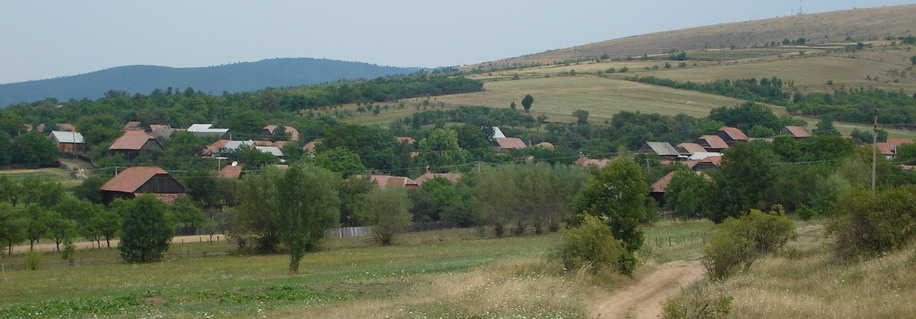
Almási tájkép a Szent Mihályról

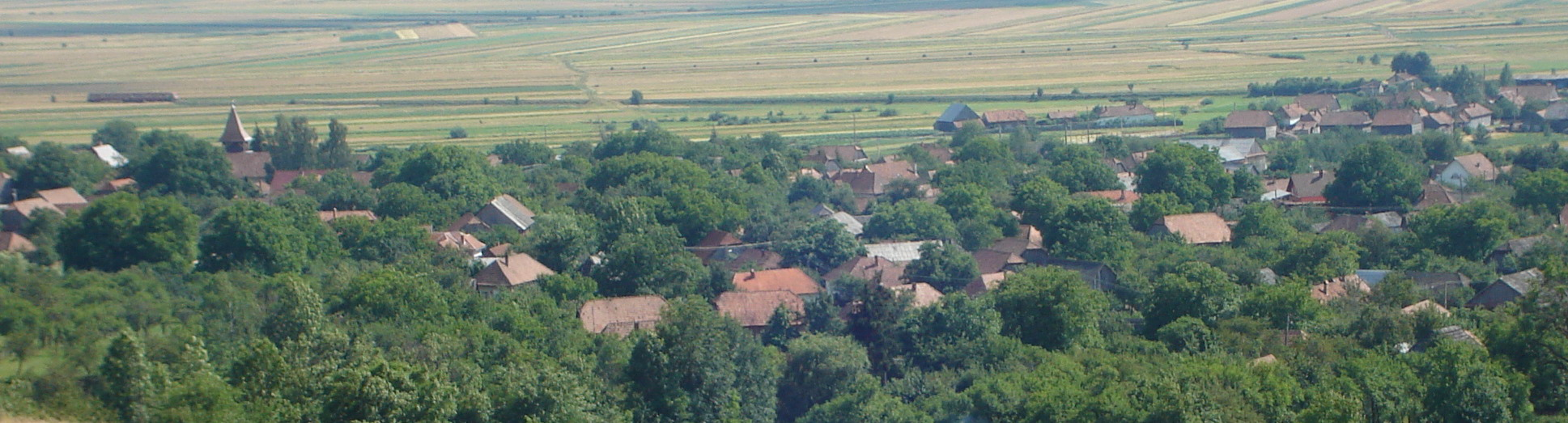
Almási tájkép az Avas tetőről

Kézdivásárhelytől 11 km-re északkeletre, az Avas-tető oldalában, a Szent Mihály-hegy alatt fekszik, a háromszéki Szentföld egyik végfalujaként. Régen Baksafalvával együtt emlegették. Feltételezhető, hogy vagy két néven volt ismeretes a falu, vagy Almás magába olvasztotta a kisebb területű települést.
Északi irányban találjuk a festői tájképet mutató Almásrétet, amely közigazgatási és egyházi szempontból is a faluhoz tartozik.

## Története
A Várerősségnek nevezett hegy tetején állnak Almás várának maradványai. A hagyomány Álmos vezér építésének tartja, a falu neve eredetileg ugyanis Álmos volt. Mások szerint Venetúr raborán építette a 12. – 13. században. Egykor Csomortány várának is nevezték a lemhényi Csomortányi családról. A vár története ismeretlen, de a 16. században még lakták. A közelben még két kisebb várat: a Vármezőn állott Bene Péterné várát és Bod várát említik. A falut régen Baxafalvának is nevezték.
Orbán Balázs szerint nevét a határán lévő vártól (Álmos, Almás) nyerte, s ennek lakói a várból települtek le a mostani faluba, melynek eredeti neve nem Almás, hanem Álmos volt, s csak később alakult át a ma is használatos elnevezésre. E falu Lemhény és Csomortán között 607 m magasan települt. Északra a Kövesél-tető (827 m), alatta a Fenyőponk (792 m), északkeletre a Kútfej (830 m) és Almasrét húzódik, keletre a Szent Mihály-tető (765 m) található. Almásréttől keletre a farkaspataki Büdösvíz forrása. Almásrét tájképi szépségekben bővelkedő terület.
Római katolikus temploma újabb kori, a búcsúja Urunk mennybemenetele napján van. Középkori temploma nem volt: lakói régebben a lemhényiekkel együtt a Szent Mihály-hegyi templomhoz tartoztak, mely templomot közösen építették az almási és lemhényi hívek.
Első kápolnája 1712 körül épülhetett, 1770-ben megújították. Mai római katolikus temploma a 20. század közepén épült Urunk Színeváltozása tiszteletére. 1910-ben a falunak 1328 magyar lakosa volt. A trianoni békeszerződésig Háromszék vármegye Kézdi járásához tartozott.
1992-ben 970 lakosából 966 magyar, 4 román volt.

## Látnivalók

### Lemhényi római katolikus templom

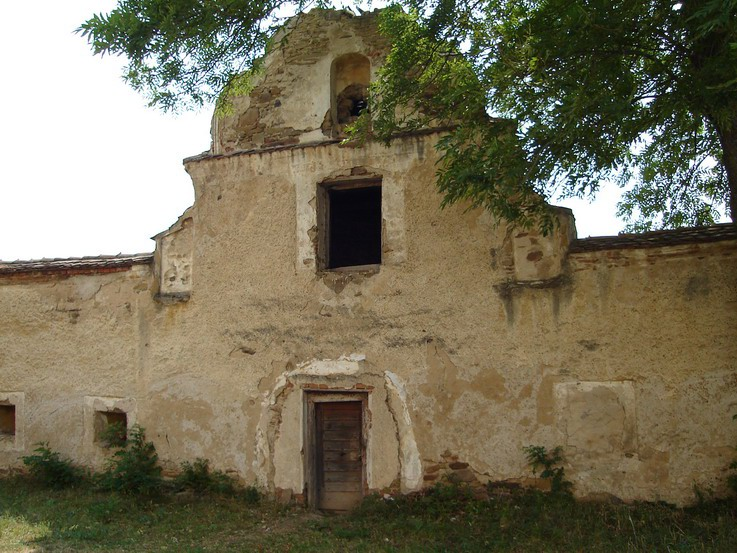
A Szent Mihály-hegyi várfal

A falutól keleti irányban áll a lemhényi római katolikus templom, a vidék legépebben megmaradt és legszebb barokk épületegyüttese. A védőfallal körülvett templom elődje egy román ízlésű épület lehetett, melyet aztán, a háromszéki késő gótika stílusában, a 16. század elején (ezt jelölheti a diadalíven levő 1510-es évszám), majd 1776–77-ben barokk stílusban átalakítottak.
A műemléknek nyilvánított templomot egy lőrésekkel ellátott várfal övezi, s ezt északon és délen egy-egy félkör alaprajzú rondellaszerű védőtoronnyal erősítették meg. A cinterem bejárata a templomtól külön épült torony alatt nyílik.
A torony, melynek hagymakupolás barokk sisakja van, a vár bejáratát védte és egy régebbi, ún. kaputorony volt. A torony három harangja közül a legkisebbik 1697-ből való, Rákóczi harangnak is nevezik. Míg két nagyobbik harangját beolvasztották 1849-ben, addig e kis harangnak Gábor Áron megkegyelmezett.
Az almási és lemhényi hívek az 1900-as évek elején öntettek új harangokat az ágyúvá átalakított harangok helyébe Kauntz Frigyes, híres nagyszebeni harangöntő mesterrel.
A templom körüli várfal építését a szakmabeliek a 17. század elejére (1607) teszik. A templomot csak jelentősebb egyházi események, templombúcsú és temetések idején használják. Egykoron ugyanis Lemhény és Kézdialmás közös temploma volt, de mert viszonylag távol esik a településektől, mindkét gyülekezet, később, lent a faluban külön templomot épített magának.
A festői képet mutató templomot ősi temető övezi régi, kőből faragott sírkövekkel. A legrégebbi síremlék 1514-ből való.
(A Szent Mihály-hegyi római katolikus templom virtuális bemutatása)

### Plébániatemplom

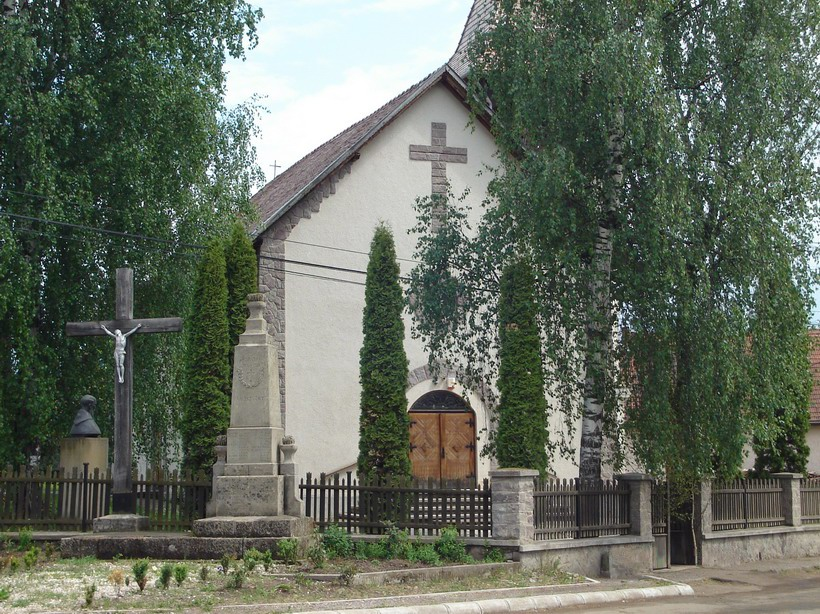
Kézdialmás római katolikus temploma

A falu központjában található egy másik, újabb római katolikus templom.
Az első kápolna és harangláb 1712-ben épült, ennek ajtófélfája a mai templom bejáratába van beépítve. A kápolnát 1770-ben újították fel, de 1934-ben lebontották, mert nagyon rossz állapotban volt.
Az 1940-es években fakápolnát építettek Orbán László idejében, aki 1948-tól első plébánosa lett az önállósított plébániának. 1947-ig Lemhényhez tartozott. 
Menyhárt Antal építtette a plébániai lakot az 1970-es évek végén. 1983-ban Szilágyi István akkori plébános lebontatta a fából készült kápolnát és modern stílusú téglatemplomot építtetett.

### Almásrét

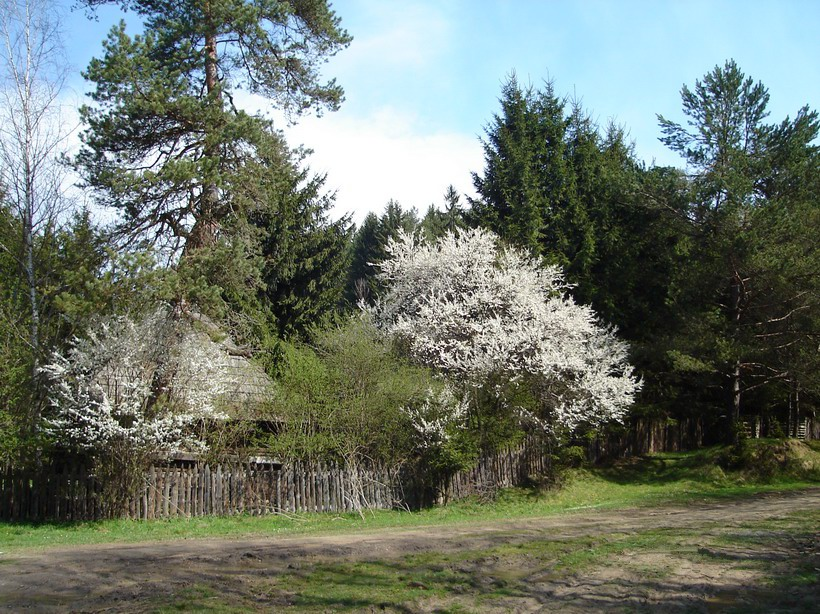
Almásréti táj

Egy órányira Kézdialmástól található Almásrét, melyet három út is összekötött a faluval. Legjelentősebb közülük a Malom út volt, mely nevében megőrizte, az almásréti vízimalmok emlékét. E mára már gyéren lakott tanyaszerű település közigazgatásilag és egyházilag Kézdialmáshoz tartozik. A virgonc patakoktól átzúgott havasias jellegű völgyecskében még néhány évtizede sűrűn követték egymást a zajosan kereplő malmok.
A 20. század első felében még ide hordták az almási asszonyok kender- és lenkévéiket áztatni, hogy hosszadalmas munkával fonállá fonhassák. Fűrészgyár is létesült a Rét vize mellé, de mára ezek helyét hétvégi házak sora vette át.

### Almás vára
Almás várával először Orbán Balázs foglalkozott. Ő készítette el a vár alaprajzát, illetőleg magának a falunak és a várnak a kapcsolatáról is ő írt először a Székelyföld leírása című monumentális könyvében. Orbán Balázs szerint a székelyföldi régi várak között Bálványos vára után Almás vára következik, mint a legépebben fennmaradt és legtekintélyesebb várrom. Leírásában megnevezi a hegyet is, amelynek ormán épült.
Mint minden várat, ezt is vársánccal vették körül. A vár északi oldala előtti hegynyakat egy széles sánc vágta ketté. Ettől kb. 12 méterre egy még szélesebb sánc létezett, amely erősítésül szolgált az északi és nyugati oldalnak. Kettős sáncról beszélhetünk tehát. A belső sánctól 16 méterre, a hegycsúcs széleire építették a várfalakat. Dr. Vofkori László szerint a vár falának vastagsága két méter lehetett.

## Oktatás

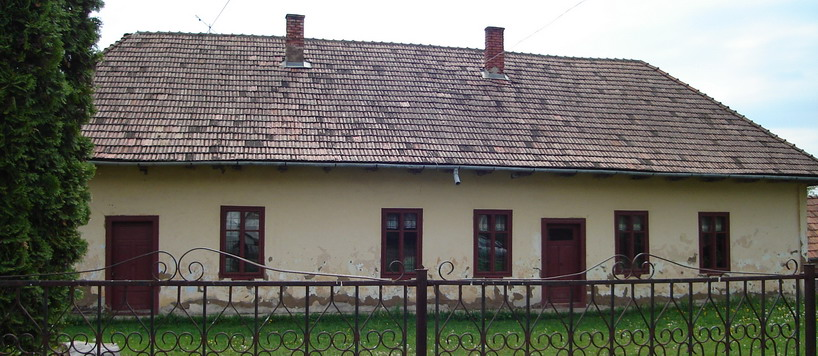
A régi iskola. 2007 júliusában lebontották

### A kézdialmási iskola
1826-ig Kézdialmásnak nem volt önálló iskolája, ezért a tankötelesek Lemhényben tanultak. A kézdialmási iskola 1826-ban alakult meg Demeter György tanítóskodásával.
Az almási iskola a római katolikus egyház intézményeként működött először két, majd 1883-tól három tanítóval. 1889-ben felépült a kéttantermes iskola a tanítói lakással együtt.
A mestergerenda tanúsítja az építését idejét, és építőmesterének, Kelemen Jánosnak nevét is. 1893-ban “rendes tanítói álláson” id. Papp István tevékenykedett.

## Népszokások

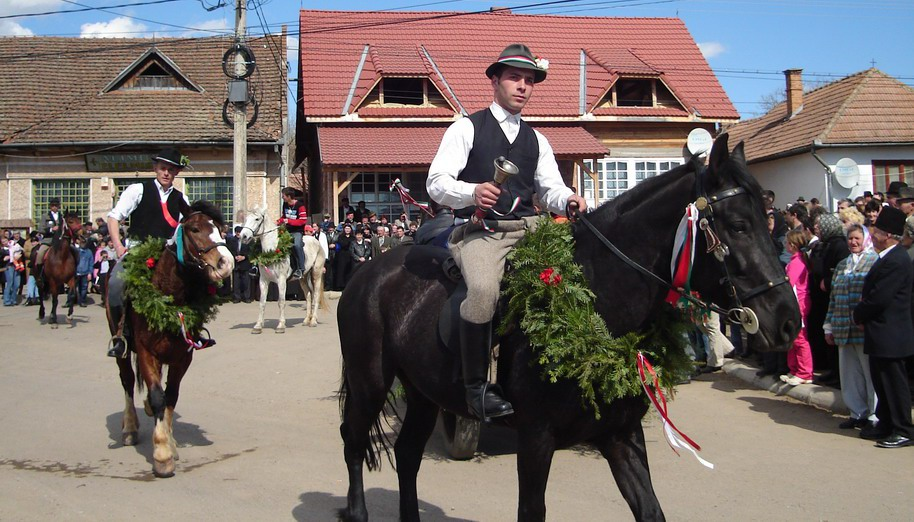
Húsvéti határkerülés

### Határkerülés
Almásban is élő népszokás közé tartozik a határkerülés. Hogy pontosan mióta vált szokássá, nem tudni. Az idősebb emberek emlékezete szerint már 1914-ben létezett. Húsvét vasárnapján kora reggel összegyűlnek a templom elé a lovas legények. Az idősebbek szekerekkel gyülekeznek.
A legidősebb, legtapasztaltabb férfi a templom elé, félkörívben felállítja az indulni készülő csapatot, aztán kiáll ő maga is középre, és kéri a pap áldását. Miután a pap áldását adja rájuk, elindulnak. Az első két lovas egy-egy „Mária-lobogót” (zászlót) visz kétfelől, illetve a templom nagy hármas zászlóját és egy magyar zászlót.

## Híres szülöttei
- Kelemen Didák (1683–1744) minorita szerzetes, 1994 óta a helyi iskola névadója.
- Kelemen Frigyes (1924–1979) fizikus, fizikai szakíró.
- Mózes-Finta Edit (1945. február 20. –) képzőművész

## Testvértelepülések
A forradalmat követő rendszerváltás első évétől kezdődően testvérkapcsolat alakult ki az anyaországi Püspökszilággyal, utólag pedig Szihalommal is.